# Hipparch
Hipparch eller hippark (grekiska hipparchos, av hippos, häst, och stammen arch-, som återfinns i archein, härska) kallades i åtskilliga forngrekiska stater högste befälhavaren för kavalleriet, I Aten valdes årligen två hipparker, vilka det ålåg att såväl organisera och inöva som i krig anföra den till ungefär 1 000 man uppgående ryttarskaran. Under dem kommenderade tio fylarker, eller skvadronschefer. Själva subordinerade de under strategerna, eller befälhavarna över krigsmakten i dess helhet.
Hipparkernas ämbete, hipparki (grekiska hipparchia) var ett av de mest maktpåliggande i staten. Om dem åliggande skyldigheter och förrättningar handlar en under Xenofons namn utgiven skrift med titeln Hipparchikos. Även i Beotien förekom hipparker såsom ett högre krigsbefäl. I de etoliska och achaiska förbunden var hipparken överbefälhavarens eller strategens närmaste man, ett förhållande, som starkt påminner om romarnas magister equitum.